# Corrections House
Corrections House ist eine im Jahr 2012 gegründete Metal-Band. Die Band gilt aufgrund der beteiligten Musiker als Supergroup des amerikanischen Metal-Underground.

## Geschichte
Die Band wurde im Verlauf des Jahres 2012 von Mike Williams (EyeHateGod, Outlaw Order), Scott Kelly (Neurosis, Shrinebuilder), Sanford Parker (Nachtmystium, Twilight) und Bruce Lamont (Yakuza, Bloodiest) gegründet. Vereinzelt erwähnten die Musiker in Interviews das gemeinsame Projekt, gaben jedoch keine näheren Informationen bekannt. Die ursprüngliche Idee der Musiker war, eine gemeinsame Tour mit jeweiligen Einzelauftritten der unterschiedlichen Musiker. In der Vorbereitung der Tour entstanden einige erste gemeinsame Stücke, welche sie als gemeinsamen Auftritt während der geplanten Tour gestalten wollten. Im Dezember 2012 gaben die Bandmitglieder Tourpläne für die ersten beiden Monate des Jahres 2013 bekannt. Mit der Tourankündigung veröffentlichten Corrections House den Namen der Band. Zum Tourbeginn veröffentlichte das Label von Lamont und Parker, War Crime Recordings, das erste Musikvideo der Band zum Stück Hoax the System und kündigte eine baldige Veröffentlichung als Single an. Während der Tour improvisierten die Musiker miteinander und unterstützten einander während der Auftritte der anderen Musiker, wodurch sich Teile der dargebotenen Soloprogramme zunehmend als Material der Band manifestierte. Mit der Veröffentlichung der Single am 2. April 2013 wurde zu dem zweiten auf der Single enthaltenem Stück Grin with a Purpose ebenfalls ein Musikvideo über War Crime Recordings veröffentlicht. Im Oktober des gleichen Jahres veröffentlichte die Band das Album Last City Zero und beging eine Europatournee. Das Album wurde überwiegend positiv aufgenommen. Im Sonic Seducer, einem der Musikmagazine der Schwarzen Szene, wurde es als Geheimtipp bezeichnet. Das Metalmagazin Metal Hammer bezeichnete das Album als „große[s und] hintergründige[s] Kunstwerk“.
Im Anschluss an die Europatournee widmeten sich die Musiker wieder verstärkt ihren Hauptprojekten, traten jedoch vereinzelt mit Corrections House auf. Im Dezember 2014 wurde das Livealbum Writing History in Advance veröffentlicht. Das Album dokumentiert den Liveauftritt vom 5. Januar 2014 und enthält keine Unterteilungen der einzelnen Musikstücke. Das über War Crime Recordings veröffentlichte Album wurde nur selten kritisch besprochen. Die wenigen vorhandenen Kritiken fielen überwiegend positiv aus. Im Frühjahr 2015 tourte die Band erneut durch Europa. Am 23. Oktober 2015 veröffentlichte die Band das zweite Studioalbum Know How to Carry a Whip. Das zweite Studioalbum wurde erneut über Neurot Recordings herausgegeben und vermehrt positiv aufgenommen.

## Stil
Die Band spielt eine eigenständige Mischung aus Alternative-, Doom- und Industrial-Metal. Aufgrund der beteiligten Musiker wird die Band auch den Genrebereichen Post-Metal und Sludge zugerechnet.
Thomas Sonder vom Metal Hammer nennt es „nahezu unmöglich“ Corrections House „musikalisch zu definieren“. Die Band erschaffe vielmehr „etwas gänzlich Neues“. Tim Röttges vom Sonic Seducer unterstreicht diesen Eindruck und beschreibt die Musik als eigenwillige Mischung „irgendwo zwischen Spoken Word-Performance [sic!], Noise [und] ruhigeren akustischen Tönen“. Sowohl Sonder als auch Röttges vergleichen die Musik mit den frühen Werken der Industrial-Metal-Pioniere Ministry. Als weitere Vergleichsgrößen werden an unterschiedlichen Stellen White Zombie, Slayer, Sanctum, In Slaughter Natives, Einstürzende Neubauten, Cult of Luna, Isis, Godflesh und Nine Inch Nails benannt. Die Musik ergehe sich in „Kopfschmerz-Core […] zwischen harscher Elektronik und würgendem Sludge“, besitze jedoch auch eine „folkige Seite“ welche sich bis „in ambiente Sphären verflüchtig[e.]“ Laut Terrorverlag Magazin fußen „die Lieder auf den von Sanford Parker entworfenen Loops und Beats […], auf denen ein Skelett aus Riffs von Kelly und Bruce Lamont gebaut wurde“, Mike Williams finalisiere die Stücke letztendlich.

## Diskografie
- 2013: Hoax the System / Grin with a Purpose (Single, War Crime Recordings)
- 2013: Last City Zero (Album, Neurot Recordings)
- 2014: Writing History in Advance (Livealbum, War Crime Recordings)
- 2015: Know How to Carry a Whip (Album, Neurot Recordings)